# Hidra (satèl·lit)
Hidra, també conegut com a Plutó III (designació provisional S/2005 P 1), és un satèl·lit del sistema binari constituït per Plutó i Caront. Va ser descobert el juny de 2005 i el telescopi espacial Hubble va confirmar la seva presència el febrer de 2006. Les imatges del descobriment foren preses els dies 15 i 18 de maig de 2005 i s'anuncià el 31 d'octubre. Es va denominar provisionalment 'S/2005 P 1' fins que el juny de 2006 la Unió Astronòmica Internacional el va batejar com Hidra. Es troba en el pla orbital de Caront el seu radi mitjà ronda els 80 quilòmetres. Rebé el seu nom definitiu Hydra (a partir del monstre mitològic Hidra, guardià del món subterrani) el 21 de juny de 2006, en la circular 8723 de la UAI.

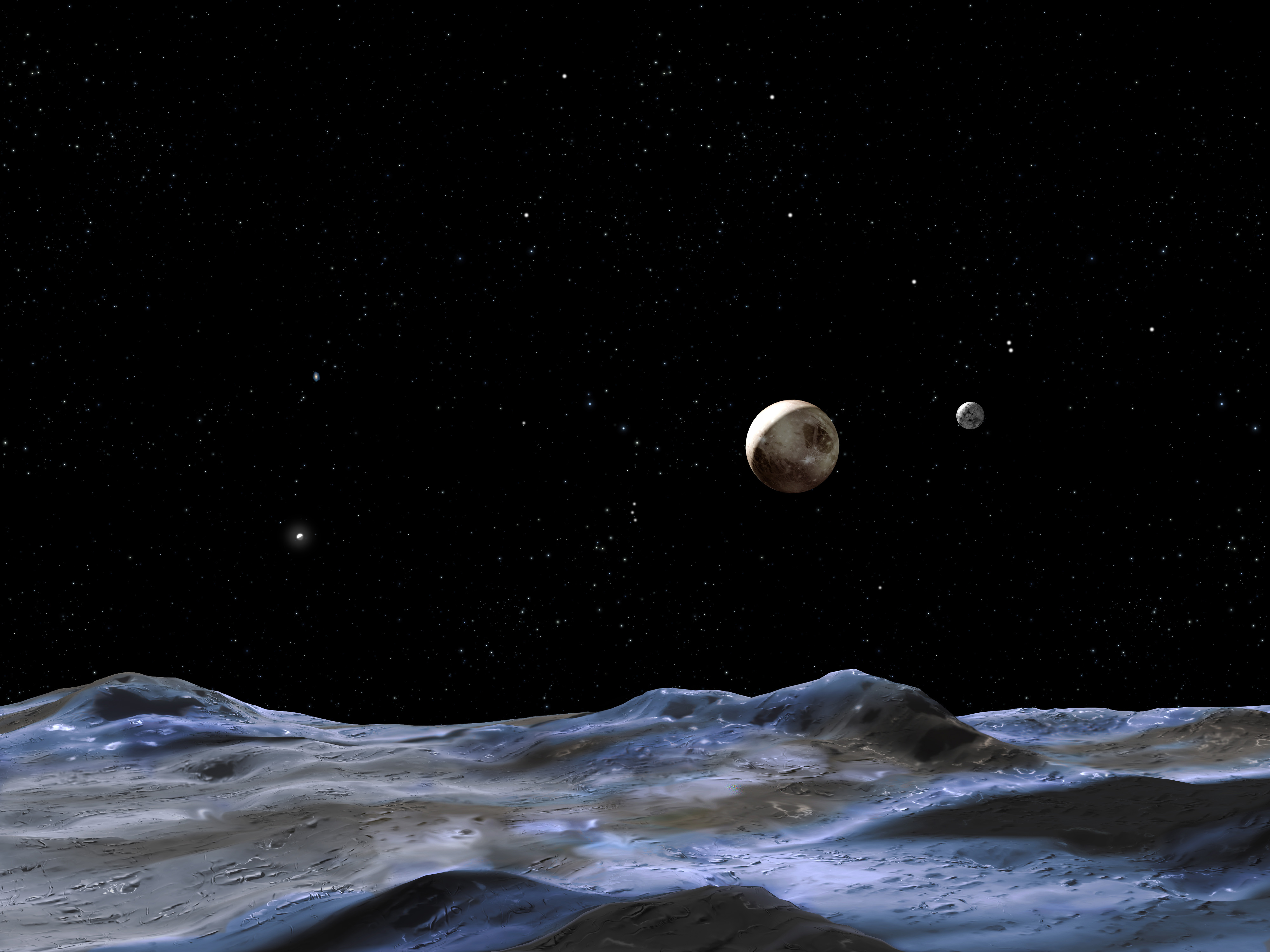
Concepció artística de Plutó i Caront vistos des d'Hidra.

Se segueix la línia de nomenclatura de Plutó i les seves llunes, amb elements de l'inframon de la mitologia grega, denominant-la com a Hidra, la serp de nou caps que protegia l'infern; a més el nom s'elegeix en conjunt amb el de la lluna Nix. Les inicials d'ambdues, Nh, serveixen com a tribut a la sonda espacial New Horizons que es va enlairar el 2006 amb destinació a Plutó.

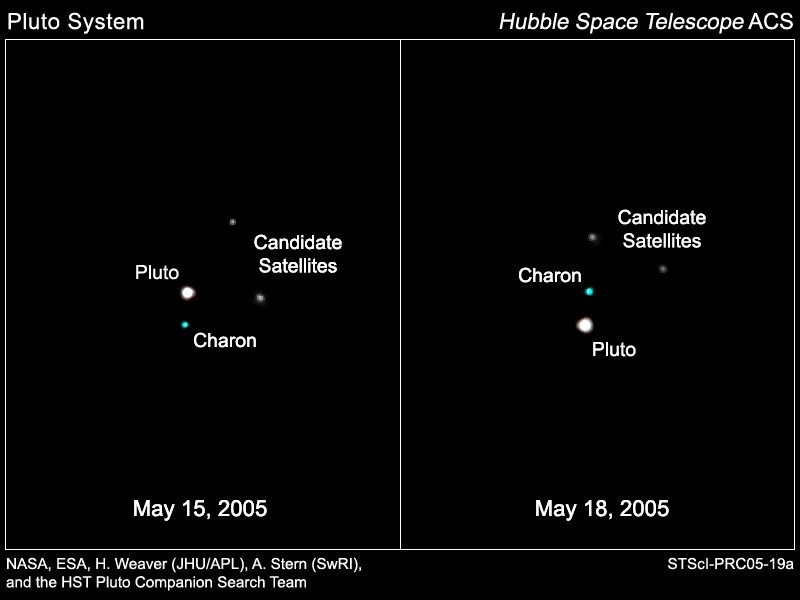
Imatges del descobriment de S/2005 P 1.

Hydra orbita al voltant del centre de masses del sistema Plutó-Caront en el mateix pla orbital que Caront i Nix, a una distància d'uns 65.000 km. A diferència dels altres satèl·lits de Plutó presenta una petita però significativa excentricitat, igual a 0,0052. El seu període orbital és de 38,2 dies, que és gairebé una relació de ressonància 1:6 amb Caront.
La seva grandària no s'ha pogut determinar directament, però els càlculs basats en la seva brillantor proporcionen un diàmetre d'uns 45 km si la seva reflectivitat és d'un 35% (com Caront) i d'uns 140 km si la seva reflectivitat és d'un 4% (com els KBO més foscos). S'han observat canvis de brillantor que poden ser deguts a variacions d'albedo superficials o a una forma allargada.